# Luis Rodríguez Vaz
Luis Rodríguez Vaz (Fraila, Orense, 7 de febrero de 1942) es un entrenador gallego retirado en el año 2002 tras abandonar las disciplina del CD Orense.

## Biografía
Nació en Fraila, parroquia de Trasiglesia, en el municipio de Villardevós, comarca de Verín, provincia de Orense, hijo de militar. Instalado en la ciudad de La Coruña eligió el mismo camino que su padre e inició la carrera en el Ejército, alcanzando el grado de teniente coronel. Durante años compaginó el mundo militar con su gran pasión, el fútbol, hasta que tuvo que decidir entre ambas profesiones, eligiendo el deporte.
Se inició en el fútbol entrenando al filial del Ciudad Jardín de La Coruña y luego dirigió a la Unión Sportiva de Santa Lucía, al tiempo que iniciaba su labor en la Escuela de Entrenadores de Galicia. En 1969 viajó junto a Arsenio Iglesias, Enrique Nieto y Carlos Torres a Madrid para realizar el curso nacional de entrenadores. Rodríguez Vaz se graduó como el número 2 de su promoción, sólo detrás de Ferenc Puskás.

## Clubes

### Como entrenador
| Club                   | País   | Año       |
| ---------------------- | ------ | --------- |
| Racing de Ferrol       | España | 1977-1978 |
| Deportivo Fabril       | España | 1978-1980 |
| Deportivo de La Coruña | España | 1981-1982 |
| Deportivo Fabril       | España | 1984-1985 |
| Deportivo Fabril       | España | 1986-1987 |
| Deportivo de La Coruña | España | 1987-1988 |
| CD As Pontes           | España | 1989-1992 |
| CD Lugo                | España | 1992-1994 |
| Racing de Ferrol       | España | 1994-1996 |
| CD Ourense             | España | 1997-1999 |
| GD Chaves              | España | 1999      |
| CD Ourense             | España | 2001-2002 |